# Velika Kopa
Il monte Velika Kopa con 1.050 m s.l.m. è una montagna delle Pohorje nelle Prealpi Slovene nord-orientali. Si trova nella regione della Carinzia in Slovenia nel comune di Vuzenica.